# Alexander Baillie
Alexander Baillie   (Stockport, 6 de gener de 1956) és un violoncel·lista anglès, reconegut internacionalment com un dels millors de la seva generació. Actualment és professor de violoncel a la "Hochschule de Bremen" i anteriorment va ensenyar al Conservatori de Birmingham, així com a diverses escoles d'estiu del Regne Unit i Europa. És un dels principals professors de violoncel de l'Escola d'Estiu de Cadenza i també organitza anualment un curs d'estiu de violoncel a Bryanston.

## Adolescència
Alexander va començar a aprendre el violoncel a dotze anys, després d'haver-se inspirat en veure actuar a Jacqueline du Pré. Va avançar molt ràpidament i va guanyar un lloc al Royal College of Music als 16 anys, estudiant violoncel amb Anna Shuttleworth i Joan Dickson. Després d'abandonar la RCM, va estudiar durant tres anys amb André Navarra a la "Viena Hochschule". Altres violoncel·listes que va rebre de la seva formació van incloure Mstislav Rostropovich i la violoncel·lista que el va inspirar a començar a tocar, fou Jacqueline du Pré.

## Carrera
Baillie apareix sovint com a concertista solista a tot el món. Ha estat solista a la "BBC Proms" diverses vegades, després d'haver interpretat els triples concerts de Schumann, Delius i Beethoven, així com diverses estrenes d'obres contemporànies. Les orquestres britàniques amb les quals ha actuat inclouen la London Symphony, la City of Birmingham Symphony, la BBC Symphony, la Royal Philharmonic i la National Youth Orchestra of Scotland. També ha dirigit i interpretat els concerts de Haydn i Boccherini amb lOrquestra de Cambra anglesa.
Ha fet una contribució significativa a la música contemporània, ja que ha estrenat diverses obres com el concert per a violoncel núm. 2 de Penderecki el 1992, el concert de Heinz Karl Gruber i el concert d'Andrew MacDonald. A la BBC Proms, va fer les seves primeres representacions del Concert de Colin Matthews el 1984, "Sieben Liebeslieder" de Henze el 1988 sota la direcció del compositor i "Orion i Plèiades" de Takemitsu el 1989. Altres obres de compositors contemporanis que interpreta regularment inclouen el concert de violoncel de Lutoslawski. Concert, que ha interpretat dues vegades amb la National Youth Orchestra of Scotland.
A més de ser un intèrpret prolífic, Baillie ensenya sovint tant en privat com en classes magistrals. Actualment és professor de violoncel a la "Bremen Hochschule" a Alemanya, a més de la càtedra internacional de violoncel al Conservatori de Birmingham i professor visitant a la "Guildhall School of Music and Drama" i al Royal College of Music. També fa nombroses aparicions a cursos de música d'estiu, incloent "Cadenza International Summer School" i el Curs Internacional de violoncel Bryanston al sud d'Anglaterra. A més, Baillie és director d'orquestra dels "Marryat Players de Wimbledon".

## Enregistraments
Alexander Baillie ha realitzat diversos enregistraments, com ara el Concert per a violoncel d'Elgar, el Triple Concert de Tippett amb el mateix compositor dirigent i un recent CD del concert de Gordon Crosse amb la BBC Symphony Orchestra de Martyn Brabbins. També ha enregistrat el Concert per a violoncel de Dmitri Xostakóvitx amb lOrquestra Filharmònica de Boston i Britten Cello Suites and Sonata, que va rebre el major èxit de premsa de Nova York. Entre les gravacions publicades recentment i que es publicaran properament s'inclouen L'anatomia de la passió de Jan Vriend, que va ser escrita per Baillie i el company James Lisney, així com un CD d'obres per a violoncel i piano de Thomas Schmidt Kowalski.